# Modà
Modà es un grupo musical de rock italiano formado en 2002.

## Sus Inicios: 2002-2004
Tras una intensa actividad tocando en directo por toda Italia, sacaron su primer EP llamado Via d'uscita (Vía de salida) que contenía 6 canciones inéditas grabado en colaboración con Alberto Cutolo en los MassiveArtStudios de Milán. El EP se comercializó en el norte de Italia, sobre todo en los alrededores de Milán. En el 2003 después de mucho trabajo en locales de las ciudades del Norte, un director artístico, Marco Sfratato, les da la oportunidad de exhibirse en un programa televisivo "Con tutto il cuore" de Rai 1. Finalmente se presentan por primera vez en televisión con una primera versión de la canción "Ti amo Veramente" ("Te amo de verdad").

## El Álbum debut y Sanremo: 2005
A principios de 2004 consiguen un contrato con New Music para lanzar su primer sencillo, Ti Amo Veramente y en octubre de ese mismo año lanzaron su primer álbum que lleva el título de esta canción obteniendo un gran éxito. De ese primer trabajo discográfico, salió otro sencillo titulado "Dimmi che non hai paura" (Dime que no tienes miedo). Tras el lanzamiento del disco, el grupo hizo muchos conciertos por toda Italia, lo que les llevó a la fama nacional y entrar en la clasificación de ventas.
En 2005, participan en el Festival de San Remo 2005 con la canción "Riesci a innamorarmi" (Puedes hacer que me enamore), en la categoría de "Giovani" ("Jóvenes") sin una casa discográfica que los apoyase. A pesar de no pasar a la final del festival, recibieron muy buenas críticas del medio y del público. Poco después sacaron una reedición de su primer álbum incluyendo esta canción, que era inédita y una segunda versión de la canción "Ti amo Veramente".
En agosto de 2005, el grupo toca en la Jornada Mundial de la Juventud 2005, celebrada en Colonia, Alemania, ante un grandísimo público. Aquí presentaron la canción "Nuvole di rock" (Nubes de rock). A finales de año firman con la discográfica Around the Music. Así mismo, el teclista Paolo Bovi abandona el grupo como miembro de este pero se convierte en el sonidista de Modà.

## Quello Che Non Ti Ho Detto: 2006-2007
El 16 de mayo de 2006, Modá lanzó el primer sencillo de su segundo álbum: "Quello Che Non Ti Ho Detto" (Lo que no te he dicho) obteniendo un gran éxito comercial y radiofónico. Además, el videoclip de la canción, grabado en Verona, fue uno de los más vistos en las cadenas musicales de televisión.
El 29 de septiembre del mismo año, la banda saca el álbum, titulado igual que el primer sencillo. El 20 de octubre lanzan el segundo sencillo del disco "Malincolico a metá" (Melancólico a medias), aunque no obtuvo el éxito esperado. A pesar de esto, publican un tercer sencillo "Grazie Gente" (Gracias gente). El videoclip de la canción está rodado con las imágenes más significativas de su gira de conciertos.
En 2007 tras acabar los conciertos promocionales del disco, la banda entra en el estudio para grabar lo que sería su tercer disco. Es en este momento cuando abandonan otros dos miembros de la banda, Manuel Signoretto (baterista) y Matteo "Tino" Alberti (guitarrista). No obstante, el líder de la banda, Francesco "Kekko" Silvestre decide seguir adelante con el proyecto junto a Stefano Forcella (bajista) y Diego Arrigoni (guitarrista) y a dos nuevos miembros: El guitarrista Enrico Zapparoli y el baterista Claudio Dirani.

## Sala D'Attesa: 2008
El 11 de abril de 2008, el primer sencillo del tercer álbum de estudio de la banda: "Sarò Sincero" ("Seré Sincero") es transmitido en las radios. El álbum llamado "Sala D'Attesa" ("Sala de espera") fue lanzado en mayo, y poco después la banda se embarcó en el "Sala d'Attesa live tour", con el que hicieron más de 50 conciertos en toda Italia. Solo un segundo sencillo del álbum fue lanzado, "Meschina" ("Mezquina").

## Viva i Romantici: 2009-20011
En el verano de 2009, Modà conoce a su actual mánager Lorenzo Suraci, presidente de la famosa radio RTL 102.5. la banda ficha por la discográfica Carrosello Records y el 17 de julio del mismo año sacan un nuevo sencillo Tímida. Mientras tanto, la banda compone un nuevo álbum titulado Viva I Romantici ("Viva los románticos") y se prepara para una gira.
El 12 de marzo de 2010, Sono gia solo (Ya Estoy solo) fue lanzado como el nuevo sencillo de la banda, que sería, posteriormente, incluido en su cuarto álbum de estudio. La canción se convierte en un éxito radiofónico y llega al número 2 de la lista de descargas italiana Top Digital Download Italian.
Desde el 8 de octubre de 2010 estuvo disponible un nuevo sencillo de la banda, La Notte (La noche).
El sencillo debutó en la séptima posición de la lista de éxitos italiana, para llegar posteriormente al número 2.
El 26 de octubre, la antigua casa discográfica del grupo, "New Music", lanzó sin la autorización de la banda Le origini (Los orígenes), una edición especial del primer disco Ti Amo Veramente en CD y DVD con más contenidos como directos de la banda y llega al puesto 13 de la Classifica FIMI Artisti. El álbum debutó directamente en el puesto 13 de las listas de ventas del país transalpino.
Mientras tanto los tres network radiofónicos más famosos de Italia Radio Italia, RTL 102.5 Y RDS se unen para formar una única casa discográfica, "Ultrasuoni" a la cual la banda firma un contrato.

## Gioia: 2013-presente
El día 20 de diciembre del mismo año, Modá confirmó su presencia en el 61.er Festival de la Canción Italiana de San Remo,  en la categoría de "Artistas", con la canción Arriverá ("Llegarà"), junto a la cantante Emma Marrone. La canción consiguió la segunda posición, únicamente superada por la canción de Roberto Vecchioni que obtendrá solo una ventaja de 8% de los votos. Sin embargo "Arriverà" se revela la canción más exitosa de la edición del festival y conquista la primera posición de la Top Digital Download Italian. La canción además es certificada multiplatino.
Paralelamente a la participación de grupo en el festival, el 16 de febrero de 2011 salió su cuarto álbum de estudio, Viva I Romantici(Vivan los románticos), que consiguió la primera posición de la lista de ventas manteniéndola por cinco semanas consecutivas. Este álbum determinó el momento de mayor éxito de la banda y conquista el disco de diamante, mayor reconocimiento en Italia, con más de 300.000 copias vendidas.

## Miembros de la banda

### Actuales
- Francesco Silvestre (Milán, 17 de febrero de 1978) -  Voz
- Diego Arrigoni (Milán, 15 de agosto de 1979) - Guitarra eléctrica
- Stefano Forcella (Bérgamo, 2 de septiembre de 1977) - Bajo
- Enrico Zapparoli (Sermide, 12 de marzo de 1980) - Guitarra
- Claudio Dirani (Rávena, 18 de octubre de 1979) - Batería

### Antiguos miembros
- Manuel Signoretto (Venecia, 2 de octubre de 1972) - Batería (2003-2007)
- Matteo "Tino" Alberti (Cernusco, 19 de diciembre de 1982) -  Guitarra (2003-2007)
- Paolo Bovi (Cernusco, 5 de septiembre de 1973) - Teclado (2003-2005)

## Discografía

### Álbumes
En estudio
| Año | Título                               | Posiciones en · Italia · | Certificación | Copias   |
| --- | ------------------------------------ | ------------------------ | ------------- | -------- |
| 2004 | Ti amo veramente + Reedición de 2005 | 28                       | Oro           | 25 000+  |
| 2006 | Quello che non ti ho detto           | 14                       | —             | —        |
| 2008 | Sala d'attesa                        | 19                       | Oro           | 25 000+  |
| 2011 | Viva i romantici                     | 1                        | Diamante      | 480 000+ |
| 2013 | Goia                                 | 1                        | 5× Platino    | 250 000+ |
| 2015 | Passione maledetta                   | 1                        | 4× Platino    | 200 000+ |
| El símbolo "—" indica que el álbum no ha entrado en clasificación o que no ha obtenido certificaciones. |                                      |                          |               |          |

Extended play
- 2003: Via d'uscita

Álbumes en vivo
| Año  | Título                  | Italia · | Certificación | Copias   |
| ---- | ----------------------- | -------- | ------------- | -------- |
| 2014 | 2004-2014 - L'originale | 3        | 4× Platino    | 200 000+ |

Álbumes compilatorios
| Año  | Título                         | Italia · | Certificación | Copias  |
| ---- | ------------------------------ | -------- | ------------- | ------- |
| 2010 | Le origini                     | 13       | Oro           | 30 000+ |
| 2014 | Best - I primi grandi successi | 26       | —             |         |

### Sencillos
| Año | Título                                             | Italia · | Certificación | Álbum                      |
| --- | -------------------------------------------------- | -------- | ------------- | -------------------------- |
| 2004 | Ti amo veramente                                   | 36       | —             | Ti amo veramente           |
| 2004 | Dimmi che non hai paura                            | —        | —             | Ti amo veramente           |
| 2004 | Nuvole di rock                                     | —        | —             | Ti amo veramente           |
| 2005 | Riesci a innamorarmi                               | 41       | —             | Ti amo veramente           |
| 2006 | Quello che non ti ho detto                         | 4        | —             | Quello che non ti ho detto |
| 2006 | Malinconico a metà                                 | —        | —             | Quello che non ti ho detto |
| 2007 | Grazie gente                                       | —        | —             | Quello che non ti ho detto |
| 2008 | Sarò sincero                                       | —        | —             | Sala d'attesa              |
| 2009 | Meschina                                           | —        | —             | Sala d'attesa              |
| 2009 | Tímida                                             | —        | —             | Viva i romantici           |
| 2010 | Sono già solo                                      | 2        | 2× Platino    | Viva i romantici           |
| 2010 | La notte                                           | 2        | 2× Platino    | Viva i romantici           |
| 2011 | Arriverà (con Emma)                                | 1        | 2× Platino    | Viva i romantici           |
| 2011 | Vittima                                            | 20       | Oro           | Viva i romantici           |
| 2011 | Salvami                                            | 19       | Oro           | Viva i romantici           |
| 2011 | Tappeto di fragole                                 | 7        | 2× Platino    | Viva i romantici           |
| 2012 | Come un pittore (con Jarabedepalo)                 | 2        | 3× Platino    | Viva i romantici           |
| 2013 | Se si potesse non morire                           | 2        | Platino       | Gioia                      |
| 2013 | Gioia                                              | 31       | Oro           | Gioia                      |
| 2013 | Dimmelo                                            | 47       | —             | Gioia                      |
| 2013 | Non è mai abbastanza                               | 27       | Oro           | Gioia                      |
| 2014 | La sua bellezza                                    | 49       | —             | Gioia                      |
| 2014 | Dove è sempre sole (con Pau Donés de Jarabedepalo) | 19       | Oro           | Gioia                      |
| 2014 | Cuore e vento (con Tazenda)                        | 47       | —             | Gioia                      |
| 2014 | Come in un film (con Emma)                         | 95       | —             | 2004-2014 - L'originale    |
| 2015 | E non c'è mai una fine                             | 67       | —             | Passione maledetta         |
| 2016 | È solo colpa mia                                   | —        | —             | Passione maledetta         |
| 2016 | Passione maledetta                                 | —        | —             | Passione maledetta         |
| 2016 | Stella cadente                                     | —        | —             | Passione maledetta         |
| 2016 | Francesco                                          | —        | —             | Passione maledetta         |
| 2016 | Piove ormai da tre giorni                          | —        | —             | Passione maledetta         |
| 2017 | Odiami                                             | —        | —             | Passione maledetta         |
| El símbolo "—" indica que el sencillo no ha entrado en clasificación o que no ha obtenido certificaciones. |                                                    |          |               |                            |

## Festival de San Remo
- 2005 - Categoría "Jóvenes" - "Riesci a innamorarmi" - Eliminados
- 2011 - Categoría "Artistas" - "Arriverà" con Emma Marrone - 2º Clasificados
- 2013 - Categoría "Campioni" - "Se si potesse non morire" y "Come l'acqua dentro il mare" - 3º Clasificados